# Saadet III Giray
Saadet III Giray est un khan de Crimée ayant régné en 1691.

## Origine
Saadet III Giray est le fils de Krim Petit Sultan Giray et un petit-fils du khan Selamet Ier Giray.

## Règne
Lorsqu'en mars 1691, son cousin Sélim Ier Giray abdique pour effectuer son pèlerinage à La Mecque, il est nommé sur sa recommandation khan par la Sublime Porte. Saadet III Giray confirme comme qalgha Devlet Giray, le fils aîné de son prédécesseur.
La campagne militaire de 1691 des Ottomans contre l'Autriche est désastreuse. Leur armée est vaincue lors de la bataille de Slankamen au cours de laquelle le grand vizir Fazıl Mustafa Köprülü trouve la mort. Saadet III, à la tête du contingent tatar, arrive trop tard pour participer au combat. En décembre 1691, à la fin de la campagne, il est démis de sa fonction pour incapacité. Il est d'abord exilé à Chagisgan près de Yamboli, puis à Rhodes.